# Anthornis
Anthornis là một chi chim trong họ Meliphagidae.